# 4356 Marathon
För andra betydelser, se Marathon (olika betydelser).
4356 Marathon eller 9522 P-L är en asteroid i huvudbältet som upptäcktes den 17 oktober 1960 av den nederländsk-amerikanske astronomen Tom Gehrels och det nederländska astronomparet Ingrid van Houten-Groeneveld och Cornelis Johannes van Houten vid Palomarobservatoriet. Den är uppkallad efter staden Marathon.
Asteroiden har en diameter på ungefär 11 kilometer och den tillhör asteroidgruppen Dora.